# نبرد جزیره کریسمس
نبرد جزیره کریسمس (انگلیسی: Battle of Christmas Island) یکی از نبردهای جنگ اقیانوس آرام بود.